# لمور موشی گودمن
 لمور موشی گودمن (نام علمی: Microcebus lehilahytsara) نام یک گونه از سرده لمورهای موشی است.